# Narcotrafficanti più ricercati del Messico
L'elenco dei narcotrafficanti più ricercati del Messico è una lista dei 37 criminali più ricercati in Messico, pubblicata dalle autorità federali messicane dal 23 marzo 2009, nella quale vengono raggruppati a seconda del cartello di appartenenza. Il paese offre fino a 30 milioni di pesos (circa 2,4 milioni di dollari statunitensi) per la cattura dei 24 latitanti più importanti.
Fino al 22 febbraio 2014, giorno della sua seconda cattura, il più ricercato era Joaquín Guzmán Loera, con una taglia 87 milioni di pesos messicani (7,6 milioni di dollari statunitensi). Per la sua terza cattura, avvenuta l'8 gennaio 2016, il governo messicano offriva 60 milioni di pesos messicani.

## Criminali con una taglia fino a 30 milioni di pesos

### Cartello di Beltrán Leyva
- Arturo Beltrán Leyva, soprannominato "Jefe de Jefes",[2] "El Barbas",[3] "El Botas Blancas",[3] "La Muerte"[3] - ucciso il 16 dicembre 2009[4]
- Héctor Beltrán Leyva, soprannominato "El Ingeniero",[5] "El H"[5] "El General"[6] - catturato il 1º ottobre 2014
- Sergio Villarreal Barragán, soprannominato "El Grande"[7] "Comeniños",[8] King Kong[8] - catturato il 13 settembre 2010[9]
- Edgar Valdez Villarreal, soprannominato "La Barbie";[10][11] "El Comandante";[10] "El Guero"[10] - catturato il 31 agosto 2010[12][13]

### La familia Michoacana
- Nazario Moreno González, soprannominato "El Chayo",[14][15] "El Doctor",[14] "El Mas Loco"[14] - ucciso il 9 marzo 2014
- Servando Gómez Martínez, soprannominato "El Profe";[16] "La Tuta"[16] - catturato il 27 febbraio 2015
- José de Jesús Méndez Vargas, soprannominato "El Chango"[17] - catturato il 21 giugno 2011[18]
- Dionicio Loya Plancarte, soprannominato "El Tío"[19] - catturato il 27 gennaio 2014

### Cartello del Golfo
- Jorge Eduardo Costilla Sánchez, soprannominato "El Coss"[20] - catturato il 12 settembre 2012[21]
- Ezequiel Cárdenas Guillén, soprannominato "Tony Tormenta"[20] - ucciso il 5 novembre 2010[22][23]

### Cartello di Juárez
- Vicente Carrillo Fuentes, soprannominato "El Viceroy";[24] "El General"[24][25] - catturato il 9 ottobre 2014
- Vicente Carrillo Leyva, soprannominato "El Ingeniero"[26] - catturato il 3 aprile 2009[27]

### Cartello del Pacifico detto di Sinaloa
- Joaquín Guzmán Loera, soprannominato "El Chapo"[28] - catturato il 22 febbraio 2014[1],  evaso l'11 luglio 2015 e ricatturato l'8 gennaio 2016
- Ismael Zambada García, soprannominato "El Mayo",[29] "El M-Z",[30] "El Padrino"[30] - catturato il 25 luglio 2024
- Ignacio Coronel Villarreal, soprannominato "El Nacho"[31] - ucciso il 29 luglio 2010[32]
- Juan José Esparragoza Moreno, soprannominato "El Azul"[33]
- Vicente Zambada Niebla, soprannominato "El Vicentillo"[34] - catturato il 19 marzo 2009[35]

### Cartello di Tijuana
- Teodoro García Simental,soprannominato "El Teo";[36] "El Lalo";[37] "El Alamo";[37] "El K-1";[38] "El Tres Letras"[39] - catturato il 12 gennaio 2010[40][41]
- Fernando Sánchez Arellano, soprannominato "El Ingeniero",[42][43] "El Alineador"[44] - catturato il 23 giugno 2014

### Los Zetas
- Heriberto Lazcano Lazcano, soprannominato "El Lazca";[45] "Z-3";[46] "El Verdugo"[47] (English: "The Executioner"[46]); "El Bronce";[48] "El Pitirijas";[49] "Licenciado"[47] - ucciso il 7 ottobre 2012[50]
- Miguel Angel Treviño Morales, soprannominato "L40" ("40", "Cuarenta", "L-40", "Comandante 40")[51] - catturato il 15 luglio 2013[52]
- Omar Treviño Morales, soprannominato "L-42"[53] - catturato il 4 marzo 2015
- Iván Velázquez Caballero, soprannominato "El Talibán";[54] "L-50"[55] - catturato il 26 settembre 2012[56]
- Gregorio Sauceda Gamboa, soprannominato "El Goyo";[57] "Metro-2"; "Caramuela" - catturato il 30 aprile 2009[58]

## Tabella riassuntiva
| No. | Cartello              | Nome                           | Soprannome       | Ricompensa (Pesos messicani) | Status              | Data       |  |
| --- | --------------------- | ------------------------------ | ---------------- | ---------------------------- | ------------------- | ---------- |  |
| 1   | Beltrán-Leyva         | Arturo Beltrán Leyva           | El Barbas        | $30M                         | Ucciso              | 2009-12-16 |  |
| 2   | Beltrán-Leyva         | Héctor Beltrán Leyva           | El General       | $30M                         | Arrestato           | 2014-10-01 |  |
| 3   | Beltrán-Leyva         | Sergio Villarreal Barragán     | El Grande        | $30M                         | Arrestato           | 2010-09-13 |  |
| 4   | Beltrán-Leyva         | Edgar Valdez Villarreal        | La Barbie        | $30M                         | Arrestato           | 2010-08-31 |  |
| 5   | Beltrán-Leyva         | Francisco Hernández García     | El 2000          | $15M                         | Arrestato           | 2011-11-04 |  |
| 6   | Beltrán-Leyva         | Alberto Pineda Villa           | El Borrado       | $15M                         | Ucciso              | 2009-09-12 |  |
| 7   | Beltrán-Leyva         | Marco Antonio Pineda Villa     | El MP            | $15M                         | Ucciso              | 2009-09-12 |  |
| 8   | Beltrán-Leyva         | Héctor Huerta Ríos             | La Burra         | $15M                         | Arrestato           | 2009-03-25 |  |
| 9   | La Familia Michoacana | Nazario Moreno González        | El Chayo         | $30M                         | Ucciso              | 2014-03-09 |  |
| 10  | La Familia Michoacana | Servando Gómez Martínez        | La Tuta          | $30M                         | Arrestato           | 2015-02-27 |  |
| 11  | La Familia Michoacana | José de Jesús Méndez Vargas    | El Chango        | $30M                         | Arrestato           | 2011-06-21 |  |
| 12  | La Familia Michoacana | Dionisio Loya Plancarte        | El Tío           | $30M                         | Arrestato           | 2014-01-27 |  |
| 13  | Los Zetas             | Heriberto Lazcano Lazcano      | Z-3              | $30M                         | Ucciso              | 2012-10-07 |  |
| 14  | Cartello del Golfo    | Jorge Eduardo Costilla Sánchez | El Coss          | $30M                         | Arrestato           | 2012-09-12 |  |
| 15  | Cartello del Golfo    | Ezequiel Cárdenas Guillén      | Tony Tormenta    | $30M                         | Ucciso              | 2010-11-05 |  |
| 16  | Los Zetas             | Miguel Angel Treviño Morales   | Z-40             | $30M                         | Arrestato           | 2013-07-15 |  |
| 17  | Los Zetas             | Omar Treviño Morales           | L-42             | $30M                         | Arrestato           | 2015-03-04 |  |
| 18  | Los Zetas             | Iván Velázquez Caballero       | L-50             | $30M                         | Arrestato           | 2012-09-26 |  |
| 19  | Los Zetas             | Gregorio Sauceda Gamboa        | El Goyo          | $30M                         | Arrestato           | 2009-04-30 |  |
| 20  | Cartello del Golfo    | Sigifredo Nájera Talamantes    | El Canicón       | $15M                         | Arrestato           | 2009-03-23 |  |
| 21  | Los Zetas             | Ricardo Almanza Morales        | El Gori I        | $15M                         | Ucciso              | 2009-12-04 |  |
| 22  | Los Zetas             | Eduardo Almanza Morales        | El Gori II       | $15M                         | Latitante           | -          |  |
| 23  | Los Zetas             | Raymundo Almanza Morales       | El Gori III      | $15M                         | Arrestato           | 2009-05-22 |  |
| 24  | Los Zetas             | Flavio Méndez Santiago         | El Amarillo      | $15M                         | Arrestato           | 2011-01-18 |  |
| 25  | Los Zetas             | Sergio Peña Solís              | El Concord       | $15M                         | Arrestato           | 2009-03-14 |  |
| 26  | Los Zetas             | Raúl Lucio Hernández Lechuga   | El Lucky         | $15M                         | Arrestato           | 2011-12-12 |  |
| 27  | Cartello del Golfo    | Sergio Enrique Ruiz Tlapanco   | El Tlapa         | $15M                         | Arrestato           | 2009-09-08 |  |
| 28  | Cartello di Juárez    | Vicente Carrillo Fuentes       | El Viceroy       | $30M                         | Arrestato           | 2014-10-09 |  |
| 29  | Cartello di Juárez    | Vicente Carrillo Leyva         | El Ingeniero     | $30M                         | Arrestato           | 2009-04-03 |  |
| 30  | Cartello di Juárez    | Juan Pablo Ledesma             | El JL            | $15M                         | Latitante           | -          |  |
| 31  | Cartello di Sinaloa   | Joaquín Guzmán Loera           | El Chapo         | $30M                         | Riarrestato         | 2016-01-08 |  |
| 32  | Cartello di Sinaloa   | Ismael Zambada García          | El Mayo Zambada  | $30M                         | Arrestato           | 2024-07-25 |  |
| 33  | Cartello di Sinaloa   | Ignacio Coronel Villarreal     | El Nacho Coronel | $30M                         | Ucciso              | 2010-07-29 |  |
| 34  | Cartello di Sinaloa   | Juan José Esparragoza Moreno   | El Azul          | $30M                         | Presuntamente morto | -          |  |
| 35  | Cartello di Sinaloa   | Vicente Zambada Niebla         | El Vicentillo    | $30M                         | Arrestato           | 2009-03-19 |  |
| 36  | Cartello di Tijuana   | Teodoro García Simental        | El Teo           | $30M                         | Arrestato           | 2010-01-12 |  |
| 37  | Cartello di Tijuana   | Fernando Sánchez Arellano      | El Ingeniero     | $30M                         | Arrestato           | 2014-06-23 |  |